# Antônio Raposo Tavares
Antonio Raposo Tavares, il vecchio (portoghese: o Velho; São Miguel do Pinheiro, 1598 – San Paolo, 1658), è stato un esploratore coloniale portoghese e un bandeirante che esplorò l'entroterra della America del Sud orientale ponendola sotto il controllo del Portogallo, estendendo il territorio della colonia oltre i limiti imposti dal trattato di Tordesillas.

## Biografia
Cristão-novo (definizione data in Portogallo agli ebrei sefarditi recentemente convertiti al Cristianesimo, noti anche come marrani in ambito iberico) Antonio partì per l'America meridionale nel 1618 con suo padre Fernão Vieira Tavares.
Nel 1622, dopo la morte del padre, si stabilì presso São Paulo; sei anni dopo, nel 1628, lasciò il villaggio per partire con la prima bandeira composta da 900 brasiliani portoghesi e 2000 guerrieri Tupi.
Antonio partì con lo scopo di cacciare gli eretici che popolavano le regioni presso il fiume Paraguay e per catturare schiavi indigeni (principalmente Tupi, Tememinos e Carijós). I bandeirantes attaccarono inizialmente dei villaggi Guarani nell'alta valle del Paraná, che erano protetti dai Gesuiti spagnoli, e uccisero molte persone, catturando 2500 indios. Questo viaggio permise al Portogallo di annettere una parte dei territori a est del fiume Uruguay (gli attuali stati di Paraná e Santa Catarina).
Raposo ritornò al villaggio di São Paulo nel 1633 e diventò un giudice. Tre anni dopo partì per un nuovo viaggio, questa volta per distruggere gli insediamenti dei Gesuiti stabiliti a sud-est del fiume Uruguay (l'attuale stato di Rio Grande do Sul).
Dal 1639 al 1642, Antonio partecipò alla guerra assieme alle milizie portoghesi che si stava svolgendo contro gli olandesi, che avevano catturato le città sulla costa nord-orientale (attuali stati di Bahia e Pernambuco).
Partì per il suo ultimo viaggio con una bandeira nel 1648, in cerca di oro, minerali preziosi e schiavi nell'entroterra inesplorato. Assieme a lui si unirono 200 mercenari da São Paulo e oltre mille indios. I bandeirantes percorsero oltre 10.000 km seguendo i corsi dei fiumi, principalmente il Rio Paraguay, il Rio Grande, il Rio Mamoré, il Rio Madeira e il Rio delle Amazzoni. Solo Antonio, 59 mercenari e alcuni indios raggiunsero la loro destinazione finale a Belém, presso la foce del Rio delle Amazzoni. In seguito i sopravvissuti ritornarono a São Paulo, dove Antonio morì poco tempo dopo.